# Eustachy Talarski
Eustachy Talarski (ur. 29 marca 1891 w Wojsławicach, zm. 1965) – kapitan intendent z wyższymi studiami wojskowymi Wojska Polskiego.

## Życiorys
Urodził się 29 marca 1891 w Wojsławicach. Uczęszczał do C. K. Gimnazjum w Sokalu, gdzie w 1914 ukończył VIII klasę i zdał egzamin dojrzałości. Po maturze miał podjąć studia filozoficzne.
Brał udział w I wojnie światowej w szeregach C. i K. armii. Jako były oficer armii austro-węgierskiej dekretem Naczelnego Wodza Wojsk Polskich z 19 lutego 1919 został przyjęty do Wojska Polskiego z zatwierdzeniem stopnia porucznika ze starszeństwem z dniem 1 maja 1918. Został awansowany do stopnia porucznika rezerwy w korpusie oficerów administracji, dział gospodarczy ze starszeństwem z dniem 1 czerwca 1919. W 1923, 1924 jako oficer rezerwowy Okręgowego Zakładu Gospodarczego 9 w garnizonie Brześć służył w Szefostwie Intendentury Dowództwa Okręgu Korpusu Nr IX w Brześciu. Później zweryfikowany w stopniu porucznika zawodowego w korpusie oficerów administracji, dział gospodarczy ze starszeństwem z dniem 1 lipca 1919. W 1925 został powołany do Wyższej Szkoły Intendentury w Warszawie, w charakterze słuchacza Kursu Normalnego 1925–1927. Z dniem 1 października 1927, po ukończeniu kursu, został przydzielony do dyspozycji dowódcy Okręgu Korpusu Nr VI we Lwowie celem odbycia praktyki intendenckiej. Uzyskał tytuł oficera dyplomowanego. Został awansowany do stopnia kapitana ze starszeństwem z dniem 1 stycznia 1931 w korpusie oficerów intendentów. W 1932 był oficerem Szefostwa Intendentury DOK VI we Lwowie.
W 1937 był wiceprezesem finansowo-gospodarczym klubu sportowego LKS Pogoń Lwów.
Po wybuchu II wojny światowej, kampanii wrześniowej i agresji ZSRR na Polskę został aresztowany przez Sowietów. Został deportowany w głąb ZSRR. Odzyskał wolność na mocy układu Sikorski-Majski z 30 lipca 1941, po czym wstąpili do formowanej Armii Polskiej w ZSRR gen. Władysława Andersa. W 1944 był szefem służby intendenckiej w Dowództwie Jednostek Terytorialnych Palestyna, Syria, Irak.
Zmarł w 1965 i został pochowany na cmentarzu Saint Boniface Cemetery w Chicago.

## Ordery i odznaczenia
- Srebrny Krzyż Zasługi (19 marca 1937)[13]

## Publikacje
- Album oficerów Szefostwa Intendentury O. K. No IX i podległych Zakładów Gospodarczych: na tle wspomnień por. Talarskiego Eustachego od dnia powstania Szefostwa Int. O. K. No IX: z biografją ppułk. int. Józefa Marjańskiego Szefa Int. O. K. No IX i maj. int. Bukowczana Józefa (1923)[14]
- Uposażenie żołnierzy Armii Polskiej na Wschodzie. Zbiór zarządzeń i rozkazów o należnościach pieniężnych żołnierzy Armii Polskiej na Wschodzie (po 1945)[15]